# Spilosoma ochrea
Spilosoma ochrea är en fjärilsart som beskrevs av Adalbert Seitz 1910. Spilosoma ochrea ingår i släktet Spilosoma och familjen björnspinnare. Inga underarter finns listade i Catalogue of Life.